# Shotgun

Các cơ chế bắn khác nhau của Shotgun:
1. 2 cò súng cho 2 nòng riêng biệt (Coach Gun)
2. Nạp đạn bằng đòn bẩy (Winchester M1887)
3. Nạp đạn kiểu bơm (Winchester M1897, Mossberg 500)
4. Nạp đạn kiểu ổ xoay (M1216)
5. Tự động hoàn toàn (Atchisson Assault Shotgun).

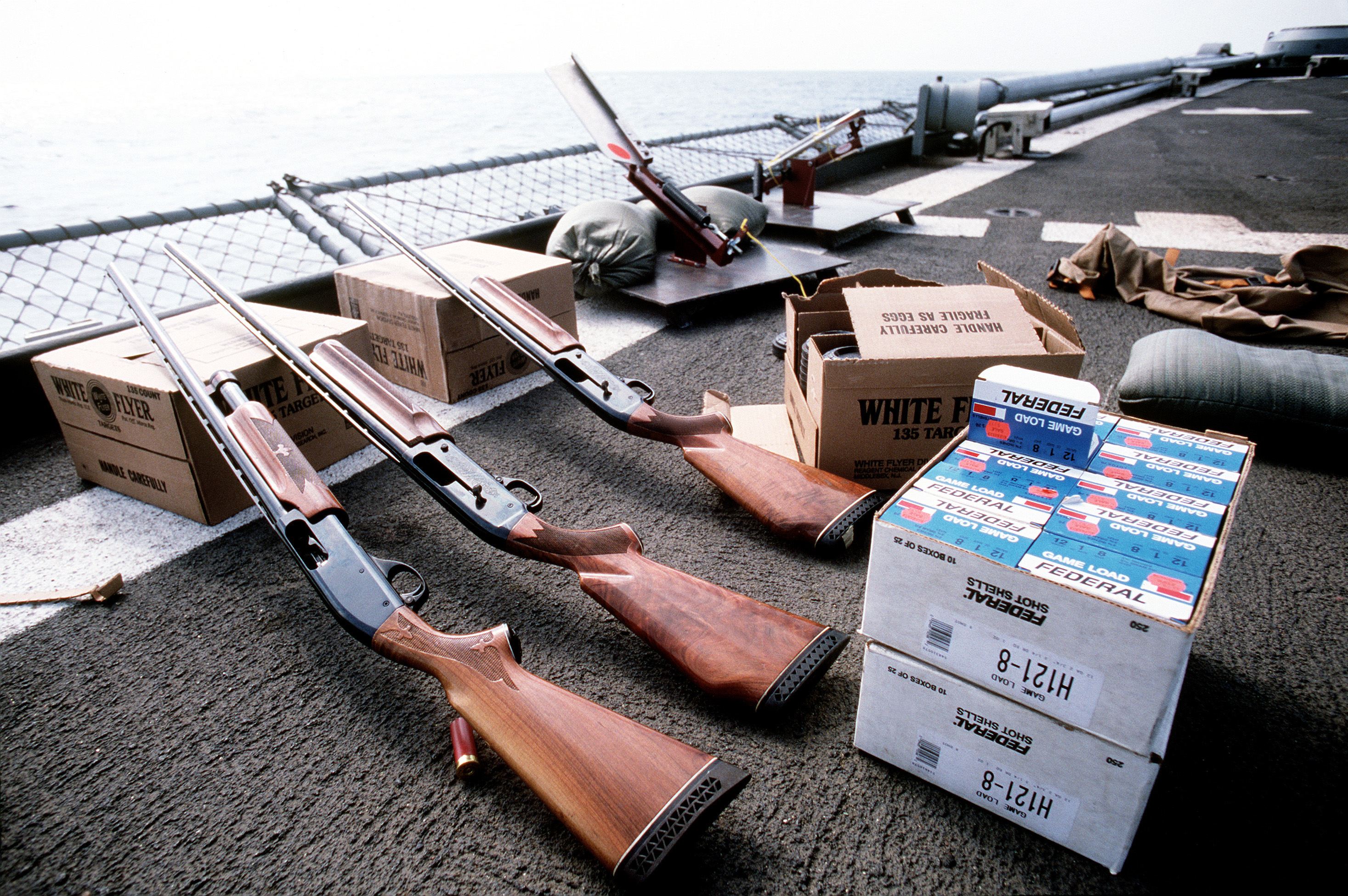
Các loại súng Shotgun được trưng bày

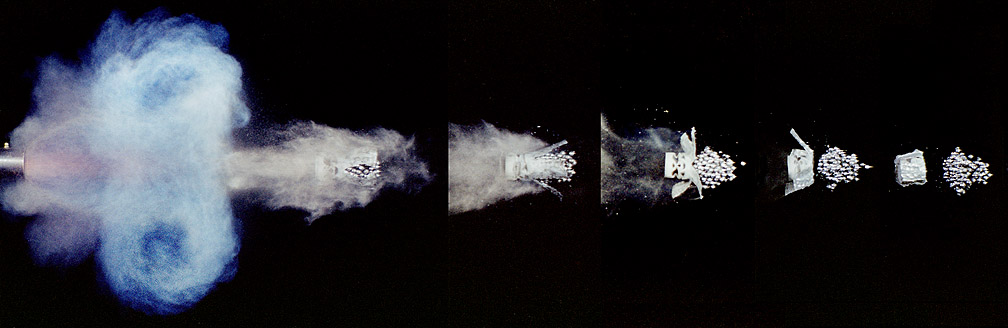
Một viên đạn shotgun với tốc độ chụp 1/1.000.000.000 giây cho thấy cách tách ra của đạn

Súng Shotgun (hay còn gọi là súng bắn đạn ghém, súng hoa cải, ...) là loại súng được thiết kế thường dùng để bắn khi tựa vào vai, bắn ra loại đạn là một tập hợp các viên đạn nhỏ như hạt tiêu (chỉ sát thương cao khi dùng ở khoảng cách gần) hay loại đạn đặc và lớn (dùng với khoảng cách xa) đôi khi bên trong có thể là thuốc nổ hay những thứ khác như các chất hóa học... (khi đó nó sẽ gọi là đạn đặc biệt). Đầu đạn shotgun được thiết kế để khi bắn ra, vỏ đầu đạn bị áp suất và lực cản không khí làm vỡ, cho phép các mảnh hoặc viên bi kim loại trong đầu đạn văng ra.
Shotgun được thiết kế với nòng trơn điều này có nghĩa là đây không phải là súng trường. Trước đó cũng có súng nòng trơn là súng hỏa mai được dùng rộng rãi trong quân đội vào thế kỷ 18 đó là tiền thân của súng shotgun ngày nay. Súng shotgun thường được dùng bởi các tổ chức và cá nhân với nhiều mục đích khác nhau trong đó có việc trấn áp bạo động và tự vệ. Chúng thường được dùng bởi kỵ binh vì chiều dài của nó ngắn và dễ sử dụng hay những người đánh xe ngựa vì mức sát thương rất cao của chúng với tầm hoạt động gần để chống lại các mối đe dọa (chỉ một viên trúng đích có thể hạ gục một con gấu đang lao đến với khoảng cách gần mà súng trường không mấy hiệu quả còn súng ngắn thì lại quá yếu). Tuy nhiên vào thế kỳ 19 loại súng shotgun nạp đạn từ đầu nòng súng bị thay thế bằng loại nạp đạn từ phía sau nòng súng vốn chính xác hơn với tầm hoạt động xa và tốc độ nạp đạn nhanh hơn. Giá trị trong các hoạt động quân sự của súng shotgun được thể hiện từ trong Chiến tranh thế giới thứ nhất khi mà quân đội Hoa Kỳ sử dụng khẩu shotgun sử dụng loại đạn 12-gauge lên đạn kiểu bơm chiến đấu tầm gần trong các chiến hào rất hiệu quả. Kể từ khi đó shotgun đã được phát triển để sử dụng cho rất nhiều mục đích khác nhau trong quân đội, lực lượng thi hành công vụ và dân thường.
Các mảnh của đạn shotgun sẽ tỏa ra các hướng sau khi ra khỏi nòng súng và sức bắn được chia đều cho từng mảnh đạn đều đó có nghĩa là sức công sát thương của từng mảnh đạn sẽ rất thấp nếu bắn ở khoảng cách xa vì các mảnh đạn sẽ tỏa đi các hướng (thậm chí nếu trúng mục tiêu chúng cũng chẳng xuyên thủng được do trở nên quá yếu) nên ở khoảng cách xa loại đạn này gần như vô dụng, nhưng nếu bắn tầm gần và các mảnh đạn điều trúng mục tiêu thì mức sát thương rất cao do các mạnh đạn sẽ sát thương mục tiêu ở nhiều vị trí khác nhau. Trong các cuộc đi săn súng shotgun rất hiệu quả khi bắn các loại chim và các loại thú nhỏ vốn rất khó bắn trúng nếu sử dụng súng thông thường và các mảnh đạn nhỏ không làm mất nhiều chiến lợi phẩm khi chúng trúng mục tiêu. Dù vậy lực lượng thi hành công vụ rất nhiều loại đạn shotgun đặc biệt sử dụng khiến nó trở nên hữu dụng như một loại vũ khí tấn công cận chiến hay vũ khí bảo vệ. Shotgun còn được dùng nhiều trong thể thao như săn bắn hay bắn các mục tiêu di chuyển (như bắn đĩa).

## Lịch sử

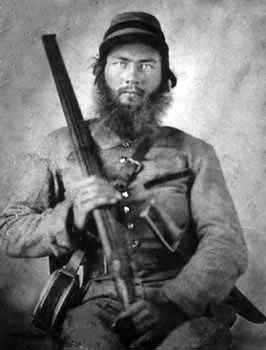
Kỵ binh của Liên minh miền Nam Hoa Kỳ với khẩu shotgun

Các kiểu súng đầu tiên như súng etpigon (một loại súng hỏa mai nhưng ngắn và có nòng lớn) và súng hỏa mai thường có xu hướng đường kính nòng lớn và trơn thường được dùng để bắn các viên đạn tròn như quả bóng. Chúng sau đó được trang bị loại đạn là một gói các viên đạn nhỏ dùng để săn bắt các loại chim hay sinh vật nhỏ vì loại đạn thường dùng không thể làm được việc này vì chúng quá lớn để nhắm vào các mục tiêu nhỏ và cũng sẽ khiến cho chiến lợi phẩm "biến mất" khi bắn trúng.
Ví dụ như khẩu súng hỏa mai Brown Bess được sử dụng trong quân đội Anh từ năm 1722 đến 1836 có cỡ nòng 19 mm nòng trơn tương đương súng shotgun sử dụng loại đạn 10 gauge có chiều dài 1570 mm, ngắn hơn chiều dài thực tế của súng một chút là 1680 mm. Một ví dụ khác là các loại súng hỏa mai ở các thuộc địa Plymouth chỉ dài có 1370 mm ngắn hơn các loại súng hỏa mai thông thường nhưng vẫn có thể sử dụng loại gói đạn nhỏ.
Các gói đạn nhỏ này cũng được dùng trên chiến trường tuy nhiên do mục tiêu là kẻ thù nên các viên đạn nhỏ sẽ lớn hơn khi dùng để đi săn thường mỗi gói sẽ chứa từ 3 đến 4 đạn nhỏ, loại đạn này được dùng trong suốt lịch sử của súng hỏa mai. Từ shotgun được dùng lần đầu tiên từ năm 1776 tại Kentucky. Nó được ghi nhận như một phần của "Ngôn ngữ của biên giới phương Tây" bởi James Fenimore Cooper.
Tại Việt Nam, quân đội nhà Nguyễn được trang bị Thần Cơ Pháo 神機礮 (súng máy thần) - một loại súng bắn Tản Đạn 散彈 (đạn ghém), có tầm bắn hiệu quả chỉ dưới 10 trượng (47 m). Thần Cơ Pháo được sử dụng trong Kỵ giá Lỗ Bộ 騎駕鹵簿 của Hoàng đế (nghi trượng tháp tùng Hoàng đế khi xuất cung bằng ngựa). Như vậy, có thể thấy, Thần Cơ Pháo là loại súng đủ nhỏ gọn để sử dụng trên lưng ngựa, bành voi. Thực tế, trước khi được đổi tên thành Thần Cơ Pháo vào năm Minh Mạng thứ mười (1829), loại súng này có những tên là Trụ Pháo 紂礮 ("pháo đai yên ngựa") và Khoát Khẩu Pháo 闊口礮 ("pháo miệng lớn"). Rất có thể đây là loại súng có nòng loe (tiếng Anh là Blunderbuss - nòng loe để tiện nạp đạn ghém khi di chuyển), được đeo ở đai sau yên ngựa.
Với việc xuất hiện của các rãnh xoáy nhỏ trong nòng súng trường shotgun bắt đầu tách ra thành một súng hoàn toàn riêng biệt. Shotgun được biết đến trong lịch sử của mình như một loại súng săn với loại đạn nhỏ dùng để săn những sinh vật nhỏ và loại lớn nhất dùng cho mùa săn vịt trời (nó lớn đến mức có thể bắn loại đạn nặng đến 0,5 kg và có thể hạ 50 con vịt trời chỉ bằng 1 viên đạn vì thế nên độ giật của nó lớn đến nổi người ta phải đóng nó vào đáy thuyền để có thể giữ và sử dụng được nó) cũng được chế tạo. Súng shotgun hai nòng là một ví dụ về thiết kế nạp đạn từ sau nòng súng bằng cách bẻ nòng súng lên ra khỏi báng súng vào năm 1875. Các mẫu hiện đại có thể thay nòng làm cho súng shotgun hai nòng có thể bắn được các loại đạn dược chọn sẵn từ bắn dĩa đến đi săn nhiều sinh vật khác nhau.
Trong suốt lịch sử của mình súng shotgun được ưa chuộng trong việc đi săn, canh gác và trong các lực lượng thi hành công vụ. Nó đã không được dùng bởi quân đội trên chiến trường nhiều lần trong suốt lịch sử tồn tại của mình. Súng shotgun là loại súng được thiết đơn giản hơn các loại súng trường cũng vì nó được phát triển sớm hơn. Việc chuyển từ chiến tranh chiến hào lên chiến tranh trên chiến trường mở rộng lớn khiến cho súng trường trở nên hữu dụng, mạnh mẽ và chính xác hơn với tầm bắn xa, trong khi đó súng shotgun thì hoàn toàn vô dụng khi ở mặt trận này. Tuy nhiên quân đội luôn tìm ra cách sử dụng lại loại súng này rất nhiều lần với các loại đạn đặc biệt khác nhau dành cho nó.

### Thế kỷ 19
Shotgun được sử dụng bởi hầu hết kỵ binh. Tất cả các bên tham chiến trong Nội chiến Hoa Kỳ đều trang bị shotgun. Các kỵ binh Hoa Kỳ đã sử dụng súng shotgun rộng rãi trong suốt cuộc chiến tranh da đỏ. Các lược lượng kỵ binh rất ưa chuộng loại vũ khí này khả năng bắn trúng mục tiêu đang di chuyển cũng như sức mạnh của nó ở tầm gần, rất thích hợp với kỵ binh vốn luôn di chuyển với tốc độ cao và chiến đấu gần hơn so với các lực lượng khác. Shotgun cũng được ưa chuộng bởi các lực lượng dân quân và các lực lượng tương tự. Nó dược sử dụng để bảo vệ pháo đài trong Trận chiến Alamo trên chiến trường Texas khi xung đột với México.
Ngoại trừ các lực lượng kỵ binh, súng shotgun ít được dùng bởi các đơn vị khác trên chiến trường trong suốt thế kỷ 19. Loại vũ khí tự vệ này sử dụng phổ biến bởi các lích gác, bảo vệ và người thực thi công quyền, dù gì thì shotgun cũng đã trở thành một trong các biểu tượng của miền Tây Hoa Kỳ xưa. Các phiên bản ngắn hai nòng nạp đạn từ phía sau của súng shotgun rất được ưa chuộng bởi các lính gác của các đoàn tàu hỏa chống lại các toán cướp trong các toa tàu hẹp. Các hành khách mang các két sắt thường có ít nhất một vệ sĩ riêng trang bị shotgun canh ở phía toa trước gần đầu tàu bên cạnh những người lái tàu. Shotgun là loại vũ khí tự vệ rất phổ biến tại miền Tây Hoa Kỳ xưa, nó đòi hỏi kỹ năng của người sử dụng ít hơn các loại súng lục.

### Các cuộc chiến tranh thế giới

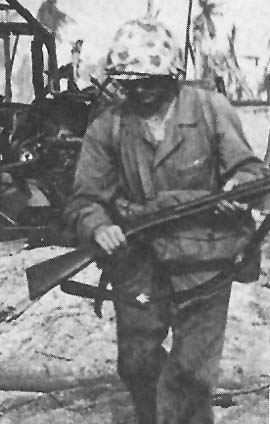
Lính thủy đánh bộ Hoa Kỳ trang bị khẩu shotgun Winchester Model 1897 trong thế chiến thứ II

Quân đội đã sử dụng rất nhiều súng shotgun trong thế chiến thứ nhất. Với tính chất chiến tranh chiến hào, chúng rất hữu dụng khi chiến đấu trong môi trường chật hẹp của chiến hào mà súng trường thường không phát huy tác dụng nhiều còn cận chiến thì quá nguy hiểm. Quân đội Hoa Kỳ đã trang bị súng shotgun lên đạn bằng kiểu bơm sử dụng đạn 12 gauge khi họ sang chiến đấu ở châu Âu năm 1917. Các khẩu shotgun này được gắn thêm lưỡi lê và một lớp cách nhiệt ở nòng súng vì chúng sẽ được nắm như cái cán khi cận chiến sử dụng lưỡi lê để cận chiến. Loại được lắp ráp theo cách này được gọi là "súng chiến hào" bởi quân đội Hoa Kỳ. Những khẩu không được trang bị các chi tiết đó thì gọi là súng chống bạo động. Sau thế chiến thứ nhất quân đội Hoa Kỳ đã gọi tất cả súng shotgun là súng chống bạo động.
Các khẩu shotgun của quân đội Hoa Kỳ đã tỏ ra rất hiệu quả trong môi trường chiến đấu chật hẹp của chiến hào. Thậm chí Đức còn đưa các nhà ngoại giao ra lên án việc Hoa Kỳ sử dụng loại vũ khí này với cáo buộc là Hoa Kỳ đã vi phạm các điều luật của chiến tranh khi sử dụng shotgun. Các nhà quân sự cấp cao của các nước đã họp lại và xem xét cáo buộc của Đức và nó đã bị từ chối với lý do Đức lên án loại súng bắn đạn chì (loại mà sau này cho là bất hợp pháp vì nó đầu độc người bị bắn khiến họ thường chết trong đau đớn) còn đạn mà quân đội đang sử dụng là loại đạn mạ. Đây chính là lần đầu tiên câu hỏi về tính hợp pháp của việc sử dụng súng shotgun trên chiến trường được đặc ra (giống như tranh luận về việc sử dụng vũ khí nguyên tử ngày nay).
Trong chiến tranh thế giới thứ hai shotgun không được sử dụng nhiều bởi lực lượng chính của quân Đồng Minh trên chiến trường châu Âu. Tuy nhiên nó lại được ứa chuộng bởi các lực lượng du kích. Ngược lại tại mặt trận Thái Bình Dương điều kiện chiến đấu trong rừng mưa nhiệt đới dày đặc khiến cho shotgun trở thành vũ khí tối ưu của lực lượng lính thủy đánh bộ Hoa Kỳ. Lực lượng lính thủy đánh bộ Hoa Kỳ thường dùng loại shotgun lên đạn bằng kiểu bơm do nó ít khi bị kẹt đạn trong môi trường nhiều bùn đất tại mặt trận Thái Bình Dương. Tương tự lực lượng hải quân Hoa Kỳ sử dụng các súng shotgun lên đạn bằng kiểu bơm để bảo vệ các tàu tại các bến cảng tại Trung quốc (như tại Thượng Hải). Lực lượng không quân Hoa Kỳ cũng sử dụng loại shotgun này để bảo vệ các máy bay đang đáp chống lại những tấn công phá hoại tại mặt trận Thái Bình Dương và vùng bờ biển phía Tây Hoa Kỳ. các súng shotgun nạp đạn bằng kiểu bơm và bán tự động được sử dụng bởi các pháo thủ của máy bay ném bom. Loại shotgun sử dụng phổ biến nhất là loại sử dụng loại đạn 12 gauge Winchester Model 1897 và Winchester Model 1912. Loại nạp đạn từ phía sau, 1 nòng thường được sử dụng bởi lực lượng bảo vệ công sở của Anh và lực lượng bảo vệ an ninh Hoa Kỳ. Các địa điểm quan trọng như trung tâm công nghiệp được bảo vệ bởi lực lượng vệ binh quốc gia Hoa Kỳ với khẩu Winchester Model 37 sử dụng loại đạn 12 gauge.

### Hiện tại
Kể từ sau chiến tranh thế giới thứ hai shotgun được xem như một loại vũ khí đặc biệt được trang bị cho các tổ chức quân đội hiện đại. Chúng được đưa vào những nhiệm vụ đặc biệt nơi mà sức mạnh của shotgun được sử dụng một cách hiệu quả. Ví dụ như nó được sử dụng để phòng thủ các vị trí đặt súng máy trong cuộc chiến tranh Triều Tiên, các toán quân của Hoa Kỳ và Pháp đã sử dụng chúng để đi tuần trong rừng rậm trong chiến tranh Việt Nam, shotgun cũng thấy được sử dụng như một công cụ phá cửa và các đội đặc nhiệm trong thời gian đầu của chiến tranh Iraq và được thấy sử dụng bởi một số ít trong các đội lái xe tăng. Rất nhiều lực lượng hải quân hiện đại sử dụng shotgun để chiến đấu trên tàu trong các tình huống nguy hiểm khi mà môi trường chiến đấu khá chật hẹp. Shotgun cũng được quân đội sử dụng nhiều như các loại súng trường, súng công kích, hay súng tiểu liên.
Mặt khác shotgun đã trở thành loại vũ khí tiêu chuẩn cho các lực lượng thi hành công vụ. Các loại đạn được chia ra như ít gây chết, không gây chết, đạn chứa khí ga, đạn chùm, đạn nổ, đạn sáng, đạn chớp sáng gây lóa mắt, đạn nổ nhẹ gây sốc, đạn lửa, đạn chứa các loại chất hóa học và đạn cao su tất cả đều có thể chế tạo cho cỡ đạn 12 gauge dành cho quân đội hay lực lượng thi hành công vụ một số chúng có thể được bán trên thị trường. Gần đây có thêm sự xuất hiện của một loại vũ khí hỗ trợ bằng điện tử cũng sử dụng cỡ đạn 12 gauge.
Hiện nay shotgun vẫn duy trì được danh tiếng của mình như một loại súng săn sử dụng trong tất cả các cuộc đi săn từ nhỏ như chim chóc cho đến lớn như nai. Sự linh hoạt của loại vũ khí này ngày càng tăng lên với nhiều loại đạn được thiết kế khác nhau ngày càng nhiều như với loại đạn đặc giúp cho shotgun có tầm sát thương xa hơn và chính xác hơn. Shotgun đã thở thành một thứ công cụ hết sức phổ biến của các thợ săn.

## Phân loại

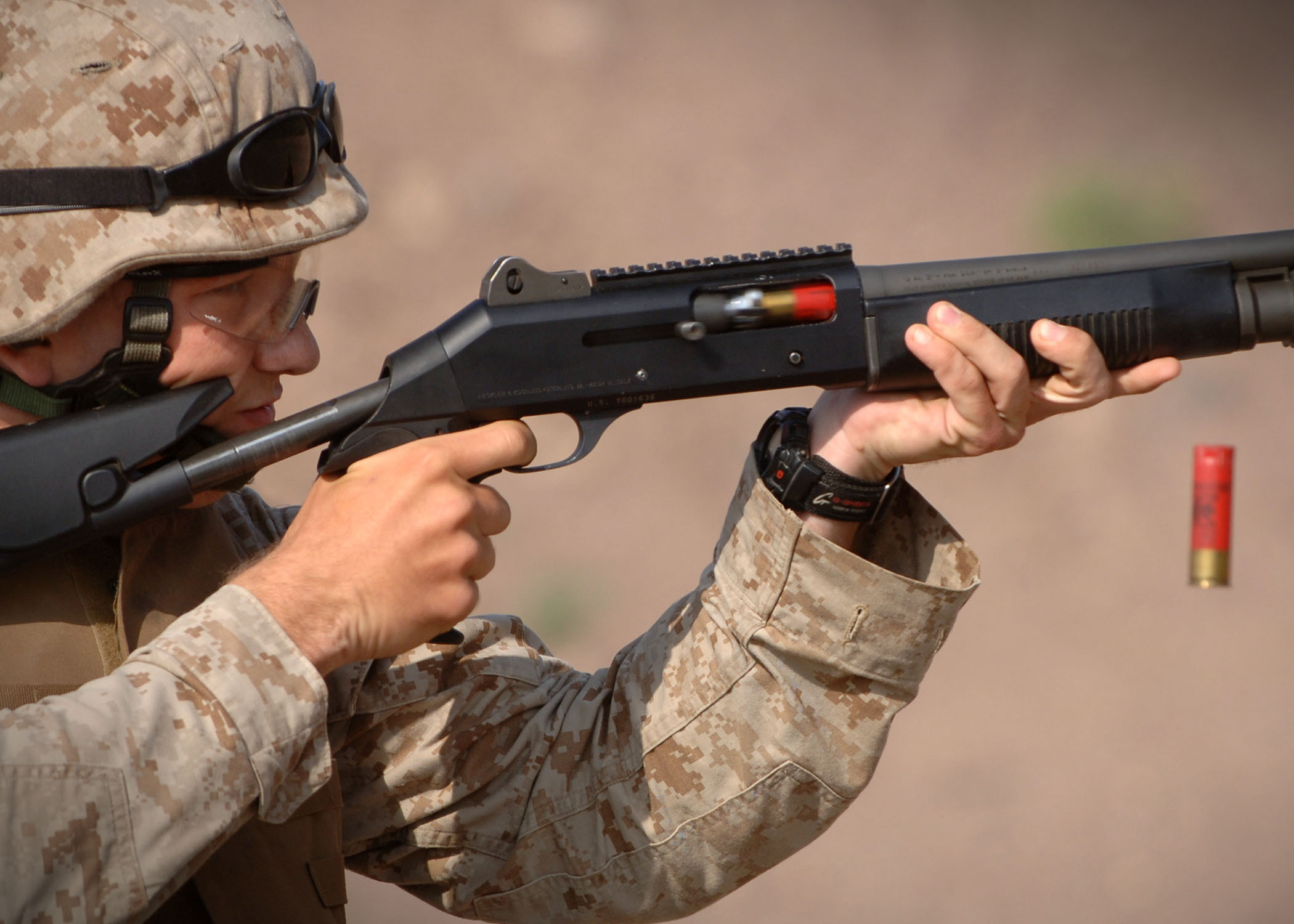
Một lính thủy Hoa Kỳ đang bắn một khẩu Benelli M4 trong quá trình huấn luyện ở Arta, Djibouti, ngày 23 tháng 12 năm 2006.

- Combat shotgun là một khẩu shotgun được thiết kế cho mục đích tấn công, điển hình là cho quân đội.
- Riot shotgun là loại shotgun được sử dụng để giải tán những người biểu tình, những kẻ bạo loạn và những người cách mạng. Loại đạn của loại súng này được phát triển nhằm đảm bảo rằng một phát bắn sẽ bắn trúng một nhóm lớn người, nhưng tỉ lệ tử vong vẫn đảm bảo ở mức tối thiểu. Sự ra đời của đạn cao su và Bean bag round (một loại đạn, bên trong nó là một túi nhỏ chứa đậu) đã dẫn đến việc kết thúc sử dụng Riot shotgun, nhưng nó vẫn được sử dụng để bắn nhiều loại đạn ít gây chết người hơn để kiểm soát bạo loạn.
- Shotgun cưa nòng dùng để chỉ một khẩu súng shotgun có nòng đã được rút ngắn, giúp nó cơ động hơn, dễ sử dụng hơn ở tầm gần và dễ che giấu hơn. Nhiều quốc gia quy định chiều dài nòng súng tối thiểu hợp pháp ngăn để chặn việc che giấu vũ khí (18 inch (460 mm) ở Mỹ và 24 inch ở Anh). Shotgun cưa nòng đôi khi được gọi là "lupara" (trong tiếng Ý có nghĩa là "lupo" ("sói")) ở miền Nam nước Ý và Sicily.

## Các loại đạn
Với cỡ nòng lớn của mình shotgun có thể bắn được rất nhiều loại đạn tiêu chuẩn khác nhau.

### Đạn tiêu chuẩn

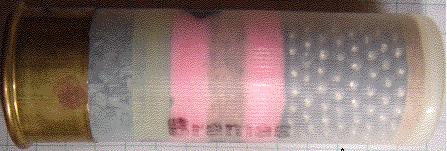
Đạn chùm

- Đạn chùm nhỏ là loại đạn rất phổ biến của shotgun nó bắn ra một tập hợp nhiều những viên đạn nhỏ như hạt tiêu dùng để săn chim chóc hay những sinh vật nhỏ một viên đạn loại này có thể có hàng trăm mảnh đạn nhỏ cỡ nửa đến vài mm và có tầm sát thương khá rộng và chính xác cao nhưng chỉ trong khoảng cách rất ngắn vì thế phải lại rất gần mục tiêu để sử dụng loại đạn này.
- Đạn chùm lớn giống như đạn chùm nhỏ nhưng các mảnh đạn lớn hơn dùng để săn những sinh vật lớn như nai hay chiến đấu trên chiến trường chống lại kẻ thù. Chúng vẫn được sử dụng nhiều bởi cảnh sát, quân đội hay dùng để tự vệ. Đặc biệt là loại đạn chứa 9 mảnh đạn 8.4 mm (.33 inch) mỗi mảnh có sức sát thương ngang với loại đạn .38 Special vì thế nên rất nguy hiểm nếu sử dụng trong phạm vi gần.

Các loại đạn chùm thường chỉ sát thương hiệu quả trong phạm vi 50 yard (46 m) còn lại nếu xa hơn thì thường chỉ tạo cảm giác va chạm mạnh chứ không sát thương cao.
- Đạn đặc là loại đạn bắn ra một mảnh đạn đặc duy nhất. Thường dùng cho các cuộc đi săn cần đến sự chính xác và sát thương trong tầm xa, nó cũng được dùng trong quân đội và lực lượng thi hành công vụ. Loại đạn này khá chính xác đặc biệt là khi bắn từ nòng súng shotgun có rãnh xoắn súng trường vốn rất hiệu quả khi bắn tầm xa.
- Đạn tách vỏ giống như đạn đặc tuy nhiên có một mảnh đạn nhỏ hơn và được bao bọc bởi một lớp vỏ bằng nhiều vật liệu khác nhau lớp vỏ này sẽ lấp đầy chỗ trống của mảnh đạn nhỏ so với nòng súng cũng như tăng quán tính và bổ sung độ xoáy của viên đạn nếu bắn từ nòng súng có rãnh. Khi viên đạn được bắn ra khỏi nòng súng vỏ của viên đạn sẽ tách ra để cho mảnh đạn nhỏ bên trong lao vào mục tiêu mà không bị cản trở bởi sức cản của không khí. Vì mảnh đạn nhỏ có gia tốc lớn và thậm chí có thể có độ xoáy nên tầm bắn của loại đạn này khá xa và độ xuyên thủng khá cao. Loại đạn này rất phổ biến trong các cuộc đi săn vì nó có độ xuyên thủng cao trong khoảng cách xa và không để lại các vết lớn không cần thiết trên chiến lợi phẩm như loại đạn đặc bình thường.

### Đạn đặc biệt
Để có thể lấp đầy các khuyết điểm và tận dụng các ưu điểm của shotgun như sức chứa của đạn, nòng lớn không có rãnh xoáy như súng trường, có rất nhiều loại đạn đặc biệt đã được chế cho shotgun từ loại tự chế cho đến cho đến các loại đạn quân sự công nghệ cao.

#### Săn bắn, trấn áp và quân sự

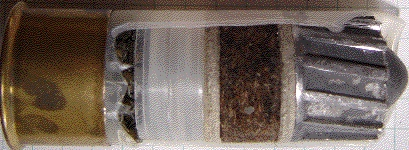
Đạn rãnh xoắn

- Đạn rãnh xoắn giống như đạn đặc nhưng trên viên đạn có các rãnh xoáy để viên đạn khi bắn ra khỏi nòng súng đã bắt đầu xoáy do sức cản của không khí làm xoay viên đạn. Loại đạn này độ chính xác cao hơn đạn đặc do khi xoay viên đạn sẽ giữ được độ ổn định của đường đạn chứ không bị lực cản của không khí làm chệch hướng.
- Đạn phễu sở dĩ có tên như thế là do phía sau của viên đạn có một lỗ trống sâu đằng sau (giống như của một trái cầu lông hay đạn súng hơi) đều này giúp dồn trọng tâm của viên đạn về phía đầu và khi bắn áp lực bắn tác động vào diện tích đẩy đạn lớn hơn giúp tăng sức mạnh và tốc độ của viên đạn. Khi ra khỏi nòng súng nếu viên đạn bắt đầu quay chệch hướng đuôi của nó về các hướng khác thì trọng tâm khi di chuyển sẽ kéo nó trở về vị trí cũ nhờ sức cản của không khí việc này làm cho loại đạn này có tầm chính xác trong phạm vi 75 yard (69 m).

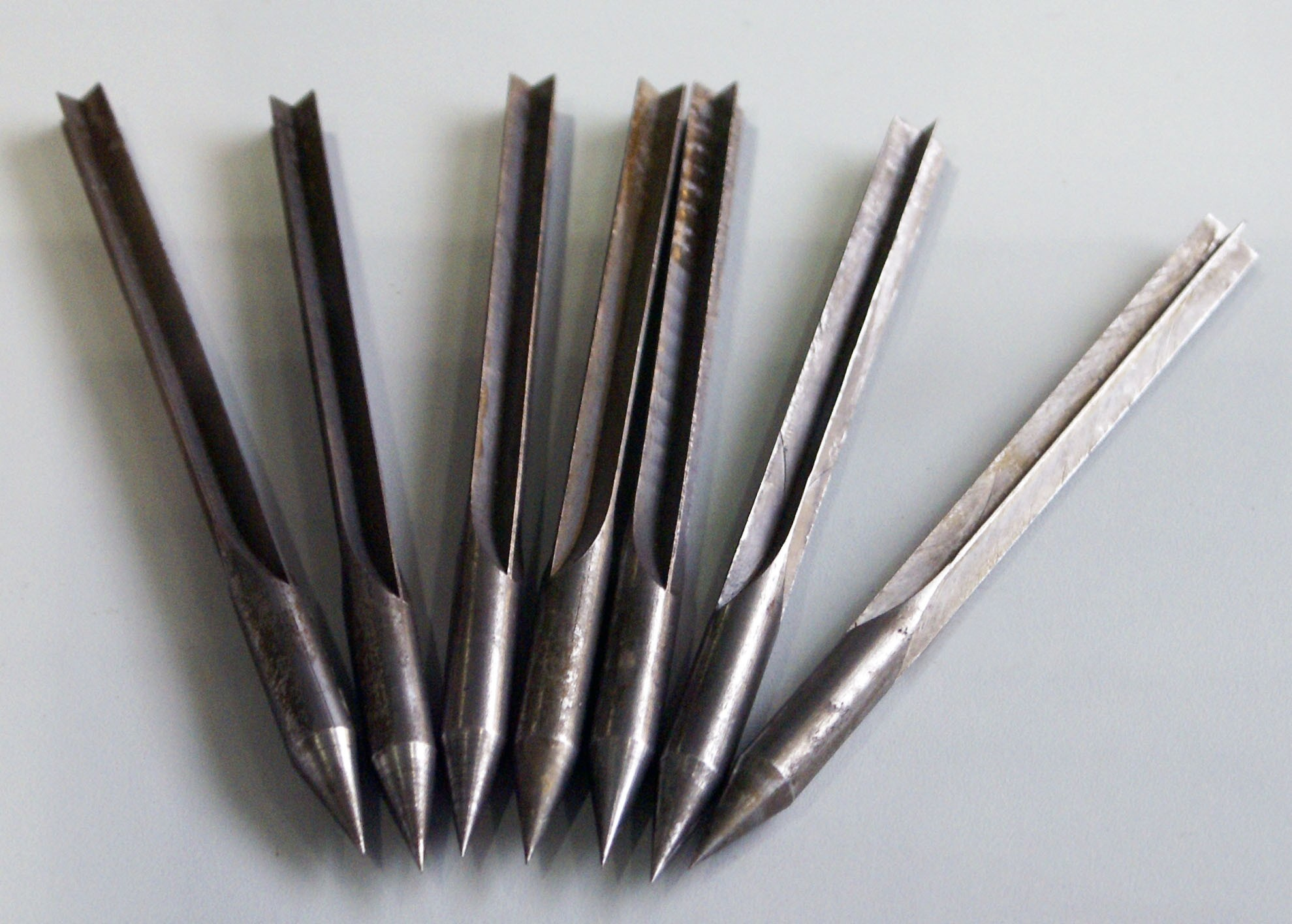
Các mảnh đạn đinh của Thụy Sĩ

- Đạn đinh chùm là loại đạn mang những mảnh đạn dài và nhọn giống như những cây đinh, thường chứa từ 8 đến 20 mảnh. Các cây đinh giống như mũi tên này có tính khí động học rất cao vì thế nên tầm bắn của loại đạn này khá xa và có thể xuyên thủng qua các áo giáp chống đạn nhẹ. Tuy nhiên do các mảnh đạn làm sau này làm bằng vật liệu quá nhẹ (tiết kiệm chi phí) để có quán tính và sức mạnh dùng để bay xa và sát thương nên việc sử dụng loại đạn này đã giảm xuống nhanh chóng, nhưng các viên đạn tự tạo loại này sử dụng các mảnh đinh truyền thống vẫn có mức sát thương khá cao.
- Đạn nổ là một loại đạn trong một dãy các loại đạn có chứa thuốc nổ của shotgun trong đó có đạn nổ mạnh, đạn nổ gây sốc và đạn nổ xuyên giáp có thể bắn với tất cả các loại súng shotgun nòng trơn cỡ 12 có thể dùng cho các lực lượng trấn áp bạo động. Nó đã được đề nghị trở thành vũ khí chính cho các máy bay không người lái và đang được quân đội thí nghiệm.
- Đạn nổ sát thương giống như đạn nổ nhưng khi nổ nó sẽ bắn ra hàng trăm mảnh đạn sát thương trên một khu vực lớn. Loại đạn này tuy vẫn đang thử nghiệm nhưng các quốc gia trên thế giới đã xếp nó vào loại đạn quân sự và chỉ được sử dụng trong quân đội.
- Đạn hóa học chứa các chất độc hóa học dùng trong các đơn vị hóa học đặc biệt bí mật của quân đội các nước, hầu như không hề được thấy sử dụng, phải cực kỳ cẩn thận với loại đạn này nếu không muốn những viên đạn này tấn công trở ngược lại người dùng chúng (chiều gió là yếu tố quan trọng).

#### Đạn ít gây sát thương dùng cho trấn áp bạo động hay bắt thú

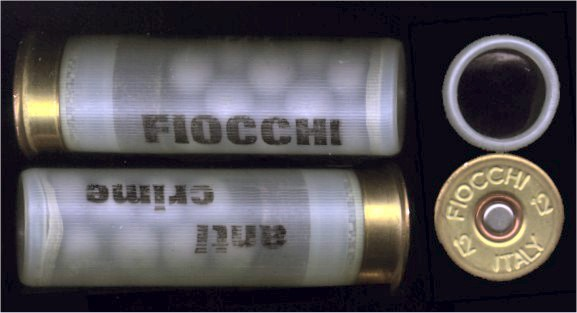
Đạn cao su chùm loại 12 mảnh trong 1 viên

- Đạn cao su chùm giống như đạn chùm tuy nhiên các mảnh đạn của nó bằng cao su nên sẽ không xuyên thủng mục tiêu. Nó rất hữu dụng trong việc đánh ngã mục tiêu với hàng loạt các va chạm mạnh do các mảnh đạn gây ra mà, tuy nhiên nó vẫn có thể gây gãy xương hay thương tích có thể nguy hiểm đến tính mạng. Loại đạn này được sử dụng rất nhiều bởi cảnh sát của nhiều nước trong việc bắn vào các tội phạm nguy hiểm đang bỏ chạy ở khoảng cách an toàn không gây nguy hiểm đến tính mạng và độ chính xác khá cao hay dùng để đẩy lui bạo động nhưng không gây thương vong cao. Các bảo vệ của các sở thú cũng thường dùng loại đạn này để lùa thú xổng chuồng trở về chỗ cũ vì nó thường không gây thương tích cao nhưng lại có tác dụng dọa rất hiệu quả.
- Đạn khí ga thường chứa hơi cay và sẽ tác động trong phạm vi vài mét. Các loại biến thể của nó sẽ phát nổ tung khí ga ra trong phạm vi rộng hơn.
- Đạn bột đá thay vì các mảnh đạn bằng kim loại hay cao su thì lại là những viên bột đá nhỏ. Trên thực tế những viên bột đá này là tổng hợp các chất hóa học khi tiếp xúc sẽ gây cảm giác rát hết sức khó chịu có tác dụng như một lời cảnh báo. Nó thường được dân thường sử dụng để bảo vệ tài sản của mình cũng như lực lượng cảnh sát cũng thường dùng loại này để trấn áp bạo động.
- Đạn cao su đặc có tác dụng giống như đạn cao su chùm tuy nhiên ở tầm xa hơn. Một số viên đạn để giảm tối đa mức sát thương sẽ bắn ra loại đạn trông giống quả bóng cao su có nhiều lông có tác dụng đẩy ngã mục tiêu nhưng không gây thương tích nặng. Đây là loại đạn thường được các lực lượng trấn áp bạo loạn sử dụng.
- Đạn sốc điện có các kim nhỏ ở phía đầu giống như roi điện và bên trong là các bộ phận dùng để phóng ra luồng điện cực mạnh làm tê liệt mục tiêu khi tiếp xúc. Loại đạn này có tốc độ 100 m/s và có cả đuôi định hướng để tăng độ chính xác. Khi bắn ra khỏi nòng súng nó có khoảng 20 giây để có thể tiếp xúc với mục tiêu nếu không sẽ mất tác dụng vì hết năng lượng. Loại đạn này bắt đầu được bán trên thị trường năm 2008.
- Đạn pháo khi bắn nó sẽ phun ra một đuôi lửa phía sau giống như pháo hoa và sẽ phát nổ trong thời gian ngắn sau khi bắn. Dùng để dọa các sinh vật xung quanh thường là chim chóc tại các sân bay.
- Đạn rít khi bắn nó sẽ phát ra tiếng rít rất lớn do các hợp chất giống như của pháo hoa bên trong viên đạn. Dùng để dọa các sinh vật hay báo hiệu.
- Đạn phá cửa dùng để phá các loại khóa cửa mà không phải mạo hiểm tính mạng để xông vào phá cửa.
- Đạn rỗng là loại đạn không có bất kỳ mảnh đạn nào nhưng lại có một lượng thuốc súng tương đương đạn thật. Khi bắn sẽ có độ giất và tiếng nổ giống như đạn thật. Dùng để huấn luyện. Tuy nhiên nếu dùng loại đạn này chung với một mũi tên được làm để gắn vào nòng shotgun, nó sẽ biến khẩu shotgun thành một cây súng phóng lao.

### Khác

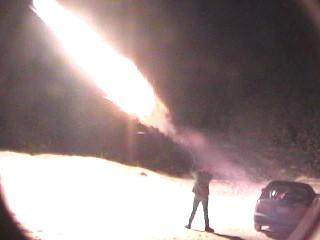
Đạn lửa Dragon's Breath đang được thử nghiệm.

- Đạn lửa bắn ra hỗn hợp zirconium. Khi bắn nó sẽ tạo ra một đường lửa dài. Loại đạn này bị cấm ở rất nhiều nước do nó biến khẩu shotgun thành một loại súng phun lửa gây cháy rất cao và chỉ được phép sử dụng trong quân đội.
- Đạn lưới là loại đạn có hai hay nhiều phần đặc được nối với nhau bởi các dây cước. Ban đầu loại đạn này chỉ có hai mảnh khi bắn hai mảnh này tách ra nhưng vẫn được nối bởi dây cước khiến nó như một cái thòng lọng quấn lấy bất kỳ thứ gì trên đường bay của nó, tuy nhiên loại đạn này bị cấm ở nhiều nơi do nó có khả năng quấn chết mục tiêu vì dây cước quá bén. Sau này nó có nhiều mảnh hơn và dây cước cũng nhiều hơn và mềm hơn khiến nó như một cái lưới rất hữu dụng để bắt các mục tiêu đang bỏ chạy, thường được dùng trong các nông trại hay khi đi săn với mục đích là bắt sống các con thú mà không làm hại chúng. Đôi khi loại đạn này cũng được cảnh sát/công an sử dụng để bắt các đối tượng đang bỏ chạy hay để tự vệ.
- Đạn sáng giống như pháo sáng đôi khi được các thợ săn mang theo để cho an toàn. Khi bắn nó có thể đạt độ cao 200 m và chiếu sáng cả một khu vực, dùng để báo hiệu hay để chiếu sáng nếu mất phương hướng.